# Conus marmoreus
Conus marmoreus е вид охлюв от семейство Conidae. Възникнал е преди около 0,0117 млн. години по времето на периода кватернер. Видът не е застрашен от изчезване.

## Разпространение и местообитание
Разпространен е в Австралия (Западна Австралия, Коралови острови, Куинсланд, Лорд Хау и Северна територия), Бангладеш, Бруней, Вануату, Виетнам, Гуам, Източен Тимор, Индия (Андамански острови, Андхра Прадеш, Западна Бенгалия, Никобарски острови, Ориса и Тамил Наду), Индонезия, Камбоджа, Китай, Кокосови острови, Малайзия, Маршалови острови, Мианмар, Микронезия, Нова Каледония, Остров Рождество, Острови Кук, Папуа Нова Гвинея, Провинции в КНР, Самоа, Северни Мариански острови, Сингапур, Соломонови острови, Тайван, Тайланд, Уолис и Футуна, Фиджи, Филипини, Френска Полинезия (Маркизки острови) и Шри Ланка.
Обитава пясъчните дъна на океани, морета, лагуни и рифове. Среща се на дълбочина от 1 до 49 m, при температура на водата от 26,8 до 28,5 °C и соленост 34,4 – 35 ‰.